# Жигмонт (дворянство)
Жигмонт (пол. Žyhmant, Żygmont) — русский дворянский род, внесённый в VI часть родословной книги Смоленской губернии и происходящий от польского шляхтича Остафия Ивановича Жигмонт, поступившего в русское подданство по взятии Смоленска.
К этому роду принадлежит герой Крымской войны генерал Семён Осипович Жигмонт.